# Lingua Mortis
Lingua Mortis (lateinisch für ‚Sprache des Todes‘) ist ein Album der deutschen Metal-Band Rage in Zusammenarbeit mit dem Prager Sinfonieorchester. Es erschien im Jahr 1996 bei Gun Records.

## Entstehung und Veröffentlichung
Nach der Veröffentlichung von Black in Mind wurden einige Stücke des Albums sowie ältere Stücke für Band und Orchester von Christian Wolff umarrangiert. Rage probten mit Musikern der Folkwang-Musikschule und nahmen mit dem Prager Sinfonieorchester unter Leitung von Markus Stollenwerk auf. Christian Wolff spielte das Piano ein. Lingua Mortis soll das erste deutsche Klassik-Metal-Crossover gewesen sein. Es wurde noch im Jahr der Veröffentlichung vielfach live präsentiert und zog seitens der Band bis heute eine Reihe weiterer Stücke, Alben und Auftritte mit Orchesterbegleitung nach sich.

## Titelliste
1. In a Nameless Time – 11:22
2. Alive but Dead – 5:57
3. Medley – 15:35
  1. Don’t Fear the Winter (instr.) – 1:00
  2. Black in Mind – 3:08
  3. Firestorm (instr.) – 2:00
  4. Sent by the Devil – 4:10
  5. Lost in the Ice (instr.) – 5:15
4. All This Time (Edited Version) – 4:05
5. Alive but Dead (instr. Orchestra Version) – 6:08

## Stil
Die Stücke, die ursprünglich dem Power oder Speed Metal zuzuordnen waren, sind durch die Umarrangierung und Orchesterbegleitung etwas langsamer geworden. Dagegen sind sie nun atmosphärischer, wirken düsterer und dramatischer. Band und Orchester spielen harmonisch zusammen, die Band rückt in vielen Passagen gegenüber dem Bombast des Orchesters fast schon in den Hintergrund.

## Rezeption
Das Album wurde von der Presse positiv aufgenommen. Andreas Schöwe vom Metal Hammer findet die „Synthese aus Klassik und klassischen Heavy Metal-Gitarren […] überzeugend gelungen“. Florian Schörg von metal.de bezeichnet Lingua Mortis als „Meilenstein“; die Stücke, obwohl bereits in anderer Form veröffentlicht, „machen im orchestralen Gewand aber dennoch mächtig was her.“ Götz Kühnemund findet das Album „[i]m wahrsten Sinne des Wortes grandios“.